# 國家步道系統

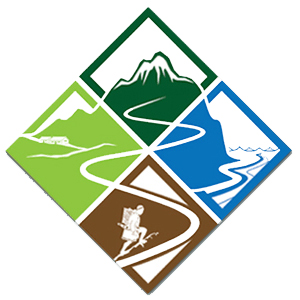
國家步道系統

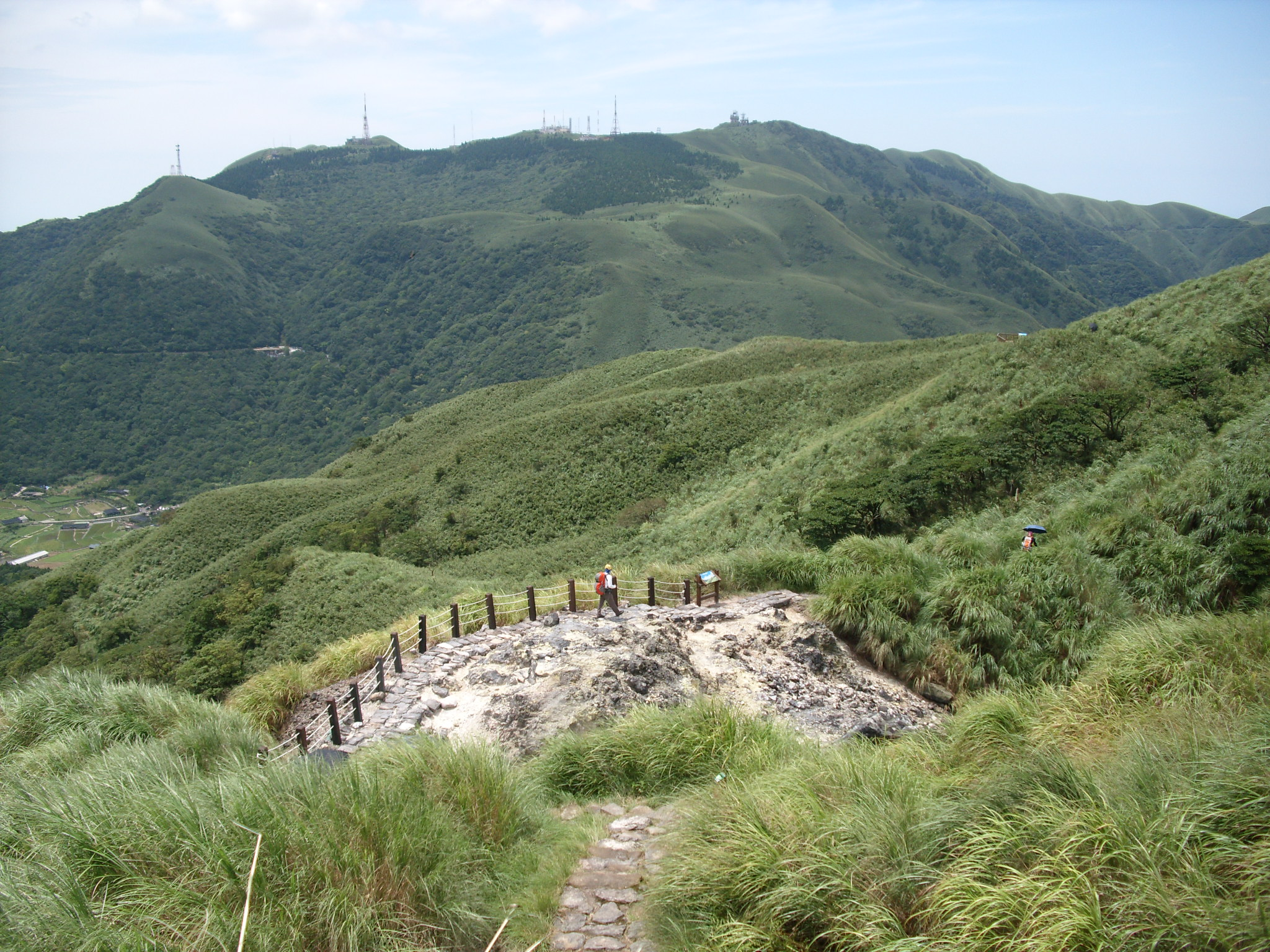
陽明山國家步道系統之七星山到小油坑段。

國家步道系統是位於臺灣的國家公園、國家級風景區、國家森林遊樂區等遊憩區域內的長距離遠足徑，由中华民国農業部林業及自然保育署規劃推動。
2002年被行政院納入「挑戰2008：國家發展重點計畫」。其目的在於整合自然遊憩據點，提供多樣遊憩體驗，發展多樣且低環境衝擊之生態旅遊，使自然資源永續經營，兼顧生態保育、經濟發展及社區福祉。

## 概略
目前依據《國家步道系統設計規範》已規劃之國家步道系統如下：
- 中央山脈脊樑國家步道系統：

太平洋南湖北段、南湖中央尖段、甘薯無名段、奇萊-能高-安東軍段、丹大山列段、秀姑巒山段、關山卑南段、北大武段
- 陽明山國家步道系統：

東起風櫃嘴，途經石梯嶺、擎天崗、七星山、大屯山、面天山後，西至向天山步道。
- 淡蘭-東北角海岸國家步道系統：

草嶺古道、三貂嶺古道、隆嶺古道、基隆山-燦光寮山步道
- 插天山國家步道系統：

熊空-小烏來、上巴陵-明池、松羅湖-明池、福巴越嶺古道
- 霞喀羅-鹿場連嶺國家步道系統：

霞喀羅古道、鹿場連嶺道
- 蘇花-比亞毫國家步道系統：

蘇花古道、比亞毫古道
- 雪山群峰國家步道系統：

大霸/聖稜線段、武陵四秀線段、雪山東峰線段、志佳陽線段、雪劍線段、大雪線段、鳶嘴-稍來-小雪線段
- 合歡-能高越嶺國家步道系統：

合歡越嶺古道（錐麓古道）、能高越嶺古道
- 關門國家步道系統
- 海岸山脈國家步道系統
- 阿里山國家步道系統
- 玉山橫斷國家步道系統：

玉山群峰步道、八通關古道清代段、八通關古道日治時代段
- 關山-內本鹿越嶺國家步道系統：

關山越嶺道、六龜特別警備道、內本鹿越嶺道
- 南台灣國家步道系統

- 古魯凱步道系統
- 古排灣步道系統：

古排灣秘道、排灣舊社縱貫古道、崑崙坳古道、舊望嘉古道、浸水營古道、內文阿朗衛古道
- 瑯嶠卑南步道系統：

達仁-佳樂水步道、瑯嶠卑南古道

## 附註
1. ↑  羅尤娟; 葉旭容; 黃信富. . 農政與農情 (行政院農業委員會). 2012, (235)  [2021-01-10]. （原始内容存档于2021-01-10）.
2. ↑  . 國家發展委員會.   [2015-05-24]. （原始内容存档于2015-05-24）.
3. ↑  婦在太平山「倒退嚕」　摔斷腿不能討國賠 （页面存档备份，存于），台灣蘋果日報，2015-05-07
4. ↑  . 陽明山國家公園.   [2015-05-26]. （原始内容存档于2015-05-26）.

## 外部連結
- 國家步道系統 - 台灣山林悠遊網（页面存档备份，存于） - 林務局